# Bâton d'hélium
Pour les articles homonymes, voir Hélium (homonymie).
Le bâton d'hélium est un jeu collectif de type brise-glace ou team building consistant à faire descendre au sol une barre légère maintenue par plusieurs personnes sur leurs index.Pour gagner il faut un esprit de groupe bien organisé.

## Principe
Deux à plusieurs dizaines de personnes maintiennent sur le dos de leurs index une barre légère. Leur consigne est d'amener cette barre au sol tout en maintenant la barre uniquement par les index,.

## Difficulté et origine du nom
La contrainte de maintenir le contact de la barre avec les doigts fait que la tendance est à élever la barre dès qu'une perte de contact se fait par l'un des participants, ce qui entraîne un réajustement du contact par les autres participants et ainsi une levée de la barre. De manière imagée, cette barre s'élève donc comme un ballon de baudruche gonflé d'hélium, comme indépendamment de la volonté des participants,.

## Solution usuelle
Vu que la barre restera au niveau du participant la tenant au plus haut niveau, une synchronisation des participants est nécessaire afin qu'elle atteigne le sol,. Ceci peut se faire courant l'exercice ou entre différentes itérations par un tempo donné par un des participants afin de descendre par à-coups ou progressivement la barre.

## Utilisation
Hors de la simple expérience du jeu collectif, cette activité est menée lors de formations d'entreprise dans le but d'inciter les participants à gérer collectivement un problème nécessitant la participation de tous et à prendre conscience des communications nécessaires et de la difficulté de les établir pour y parvenir.